# سیمان‌سازی (زمین‌شناسی)

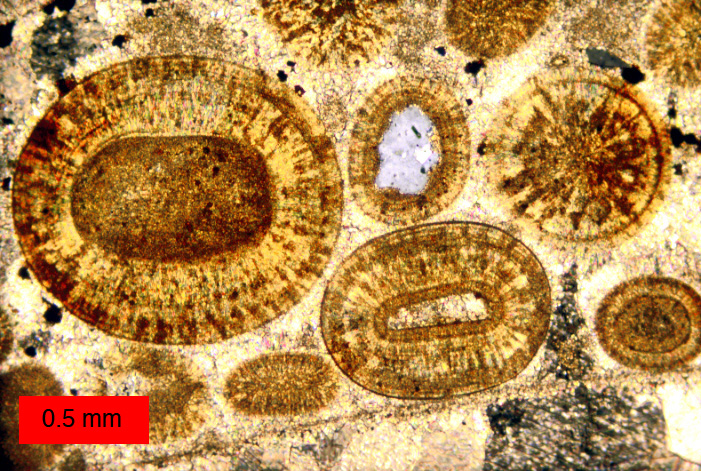
سیمان کلسیتی در سنگ آهک غنی از خاگه؛ سازند کارمل، ژوراسیک یوتا

سیمان‌سازی (به انگلیسی: Cementation) شامل یونهایی است که در آب‌های زیرزمینی جابجا می‌شوند و به صورت شیمیایی رسوب می‌کنند تا مواد کریستالی جدید بین دانه‌های رسوبی تشکیل شود. مواد معدنی جدید پرکننده منافذ، «پل» را بین دانه‌های رسوب اولیه تشکیل می‌دهند و در نتیجه آنها را به یکدیگر متصل می‌کنند. به این ترتیب، ماسه تبدیل به ماسه‌سنگ و شن تبدیل به کنگلومرا یا برش می‌شود. سیمان‌سازی به عنوان بخشی از سنگ‌زایی یا سنگ‌شدگی رسوبات رخ می‌دهد. سیمان‌سازی عمدتاً در زیر سطح آب بدون توجه به اندازه دانه‌های رسوبی موجود رخ می‌دهد. حجم زیادی از آب حفره‌ای باید از منافذ رسوبی عبور کند تا سیمان‌های معدنی جدید متبلور شوند و به‌طور کلی میلیون‌ها سال برای تکمیل فرایند سیمان‌سازی لازم است. سیمان‌های معدنی رایج شامل فازهای کلسیت، کوارتز و سیلیس مانند کریستوبالیت، اکسیدهای آهن و کانی‌های رسی می‌باشد. سیمان‌های معدنی دیگر نیز وجود دارد.